# 宮崎市立住吉小学校
宮崎市立住吉小学校（みやざきしりつすみよししょうがっこう）は、宮崎県宮崎市大字島之内にある公立小学校。

## 概要
- 児童数 - 約940名（2022年度）
- 学校の木 - センダン

## 沿革
- 1875年 - 住吉村域において、大字ごとに小学校が設置される。
- 1891年5月17日 - 統廃合が行われ、現在地に住吉尋常小学校が設置される。
- 1900年 - 高等小学校を設置。住吉尋常高等小学校に改称。
- 1941年 - 住吉国民学校に改称。
- 1947年 - 住吉小学校に改称。
- 1957年 - 宮崎市との合併により、宮崎市立住吉小学校に改称。
- 1981年 - 児童数の増加に伴い、住吉南小学校が分離。

## 通学区域
住吉小学校の通学区域には以下の区域が指定されている。
- 大字塩路の一部
- 大字島之内の一部
- 大字新名爪の一部
- 大字広原
- 大字芳士の一部

## アクセス
- 鉄道：JR九州日豊本線日向住吉駅下車、徒歩約25分
- バス：宮崎交通「住吉学校前」バス停下車